# Revilla Vallejera
Revilla Vallejera – gmina w Hiszpanii, w prowincji Burgos, w Kastylii i León, o powierzchni 27,46 km². W 2011 roku gmina liczyła 97 mieszkańców.